# 광맥

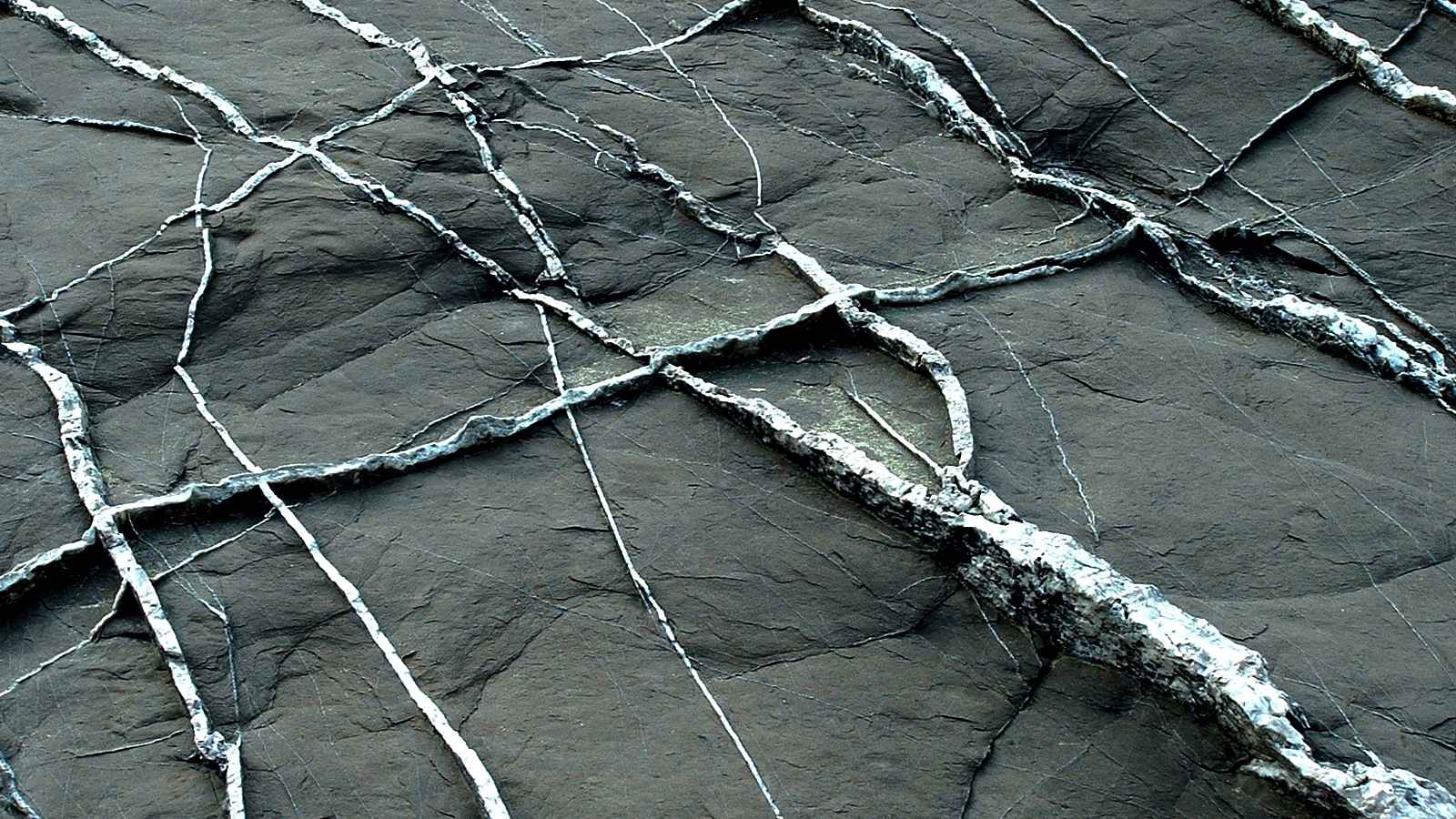
이탈리아 임페리아의 흰 광맥

광맥(鑛脈, vein)은 지질학에서 암석 내에 결정화된 광물의 층으로 이루어진 몸체이다. 광맥은 암석 내에서 수용액에 의해 운반되는 광물 성분들이 침전에 의해 쌓일 때 형성된다. 수반이 되는 유체동역은 보통 열적 순환(hydrothermal circulation)에 기인한다.